# The Pirate Bay
The Pirate Bay (абревіатура TPB, перекладається з англійської як «піратська бухта») — це вебсайт, засновники якого позиціонують його як «найбільший у світі BitTorrent-трекер». Він також служить як пошуковий індекс для .torrent файлів. ThePirateBay.org знаходиться на 101 місці (станом на 31 травня, 2010) року в світовому рейтингу вебсайтів Alexa та на 258 (станом на 1 лютого 2008) в рейтингу від Quantcast. The Pirate Bay був започаткований шведською організацією Piratbyrån («Піратське бюро») в листопаді 2003, але з початку жовтня 2004 почав існувати як окрема організація. Зараз сайт підтримується Готфрідом Свартгольмом («anakata»), Фредеріком Нейжом («TiAMO») та Петером Сунде («brokep»).

## Історія
The Pirate Bay було засновано 15 вересня 2003 року  шведською організацією Piratbyrån (буквально «Піратське бюро»), що боролася проти авторського права. The Pirate Bay спершу керували Фредрік Ней (TiAMO) і Готфрід Свартхольм (anakata) як засновники та Пітеро Сунде (brokep) як прес-секретар. Американська кіноасоціація звинуватила перших двох у «допомозі у наданні захищеного авторським правом контенту». 31 травня 2006 року шведська поліція провела рейд і конфіскувала сервери в Стокгольмі, що призвело до триденного простою сайту.
17 квітня 2009 року засновників і Карла Лундстрема визнали винними в сприянні порушенню авторських прав і засудили до 1 року ув'язнення та сплати 30 млн шведських крон штрафу. Підсудні оскаржили вирок, однак, 26 листопада 2010 року шведський апеляційний суд залишив вирок у силі, зменшивши терміни ув’язнення, але збільшивши штраф до 46 млн крон. 17 травня 2010 року через судову заборону сайт було від'єднано від мережі. Пізніше доступ до вебсайту було відновлено, що супроводжувалося повідомленням, яке висміювало судову заборону. 23 червня 2010 року спілка Piratbyrån розпалася через смерть Ібі Копімі Ботані, її видатного учасника та співзасновника.
Декілька років хостинг для The Pirate Bay надавала шведська компанія PRQ, що надає своїм клієнтам «високобезпечні послуги хостингу без питань». З травня 2011 року підімкненням The Pirate Bay до мережі займається компанія Serious Tubes Networks.
10 серпня 2013 року The Pirate Bay оголосив про випуск PirateBrowser, безкоштовного веб-браузера, який використовується для обходу інтернет-цензури. 
The Pirate Bay був найбільш відвідуваним каталогом торрент-файлів у інтернеті з 2003 року до листопада 2014 року, коли його випередив KickassTorrents (за даними Alexa).
9 грудня 2014 року шведська поліція провела рейд на місця розташування обладнання The Pirate Bay, вилучила сервери, комп’ютери та інше устаткування. Декілька інших торрент-сайтів, включаючи EZTV, Zoink, Torrage і трекер Istole, також були закриті разом з форумом The Pirate Bay Suprbay.org. Упродовж наступних днів з'явилися декілька копій The Pirate Bay, таких, як oldpiratebay.org, створений isoHunt.
19 травня 2015 року шведський суд видав наказ про арешт домену .se The Pirate Bay. Сайт у відповідь додав шість нових доменів. 12 травня 2016 року подана апеляція була відхилена, і суд постановив передати домени Швеції. У травні 2016 року сайт повернувся до використання початкового домену .org.
Після того, як у серпні 2016 року уряд США закрив KickassTorrents, The Pirate Bay знову став найбільш відвідуваним торрент-сайтом.

## Зміна доменів верхнього рівня
Через переслідування файлообмінного порталу корпораціями — власниками авторських прав, The Pirate Bay досить часто «переїжджає» з країни в країну, хоча сервери залишаються в Швеції.
- thepiratebay.se, Швеція.
- thepiratebay.sx, Сінт-Мартен.
- thepiratebay.ac, Острів Вознесіння, грудень 2013-12 грудня 2013.
- thepiratebay.pe, Перу, з 12 грудня 2013-22 грудня 2013.
- thepiratebay.se, Швеція, з 22 грудня 2013 сайт «повернувся» до Швеції.
- thepiratebay.cr, Коста-Рика, з 10 грудня 2014 року
- thepiratesbay.club, з 10 грудня 2020 року.

## Додатково
- В 2007 році Nine Inch Nails розмістили на офіційному сайті гурту посилання для завантажування пісень зі свого нового альбому через «The Pirate Bay», проте це не завадило альбому зайняти друге місце в списку Billboard.

- У березні 2012 році представники The Pirate Bay заявили про можливість розміщення частини обладнання сервісу на безпілотному літальному апараті під керуванням GPS, запущеному у нейтральних водах з метою хостингу проекту поза юрисдикцією якоїсь держави.[27]
- В 2017 в код офіційного сайту був вбудований майнінг криптовалюти Monero, який збільшив навантаження на процесори відвідувачів. Адміністратори пояснюють такий крок пошуком шляхів монетизації, висловлюють надію, що в майбутньому такий спосіб отримання доходу зможе замінити рекламу на сайті.